# Gürzə
Le gürzə est une variante de boulettes azerbaïdjanaises consistant en une garniture enveloppée dans des découpes de cercle de pâte de 1 mm d'épaisseur et de 5 cm de diamètre. Il est originaire d'Azerbaïdjan et fait partie de la cuisine nationale azerbaïdjanaise. La garniture est faite d'agneau gras haché et d'oignon, pré-frites avant le remplissage. Les gürzə sont formés comme de petits cylindres avec un sommet ouvert, bouillis pendant plusieurs minutes, égouttés, assaisonnés de cannelle et servis avec du yaourt ou de la crème aigre mélangés à de l'ail écrasé. Dans certaines régions d'Azerbaïdjan, les boulettes de gürzə sont bouillies dans du bouillon d'agneau et servies comme une soupe, assaisonnées de persil frais haché et servies avec un mélange de vinaigre et d'ail écrasé,,.

## Étymologie
Le nom gürzə est associé au nom azerbaïdjanais de la « vipère des prés du Caucase » (Vipera lotievi) et est donné en raison de la technique de fermeture de l'enveloppe, qui ressemble à un motif de tresses sur la peau de la vipère des prés du Caucase.